# Reuben Epp
Reuben Epp (1920 – 2009) is wellicht de bekendste auteur van werken in het Plautdietsch. Plautdietsch is de internationaal bekende aanduiding voor de oude, eigen taal van mennonieten. Zijn ouders waren Rusland-Duitsers, die van Rusland naar Canada emigreerden. Epp was leraar op een school in Dawson Creek, Brits Columbia. 